# Хрељићи (Марчана)
Хрељићи (хрв. Hreljići, итал. Cregli) су насељено место у општини Марчана, Истарска жупанија, Хрватска.

## Историја
До територијалне реорганизације у Хрватској били су у саставу старе општине Пула.

## Становништво
У попису становништва из 2011. године, Хрељићи су имали 90 становника.
| Број становника према пописима | Број становника према пописима | Број становника према пописима | Број становника према пописима | Број становника према пописима | Број становника према пописима | Број становника према пописима | Број становника према пописима | Број становника према пописима | Број становника према пописима | Број становника према пописима | Број становника према пописима | Број становника према пописима | Број становника према пописима | Број становника према пописима | Број становника према пописима |
| ------------------------------ | ------------------------------ | ------------------------------ | ------------------------------ | ------------------------------ | ------------------------------ | ------------------------------ | ------------------------------ | ------------------------------ | ------------------------------ | ------------------------------ | ------------------------------ | ------------------------------ | ------------------------------ | ------------------------------ | ------------------------------ |
| 1857                           | 1869                           | 1880                           | 1890                           | 1900                           | 1910                           | 1921                           | 1931                           | 1948                           | 1953                           | 1961                           | 1971                           | 1981                           | 1991                           | 2001                           | 2011                           |
| 0                              | 0                              | 85                             | 61                             | 74                             | 115                            | 0                              | 0                              | 162                            | 172                            | 163                            | 148                            | 102                            | 105                            | 116                            | 90                             |

Напомена: Године 1857. и 1869. подаци су садржани у насељу Ракаљ, а 1921. и 1931. у насељу Хрбоки (Барбан). Године 1880. исказивано под именом Крељи, а 1890. и 1900. под именом Хрељи.